# Бартоломе
Бартоломе (њем. Bartholomä) општина је у њемачкој савезној држави Баден-Виртемберг. Једно је од 42 општинска средишта округа Осталб. Према процјени из 2010. у општини је живјело 2.144 становника. Посједује регионалну шифру (AGS) 8136007.

## Географски и демографски подаци
Бартоломе се налази у савезној држави Баден-Виртемберг у округу Осталб. Општина се налази на надморској висини од 641 метра. Површина општине износи 20,8 km². У самом мјесту је, према процјени из 2010. године, живјело 2.144 становника. Просјечна густина становништва износи 103 становника/km².